# Deining
Deining – miejscowość i gmina w Niemczech, w kraju związkowym Bawaria, w rejencji Górny Palatynat, w regionie Ratyzbona, w powiecie Neumarkt in der Oberpfalz. Leży w Jurze Frankońskiej, około 9 km na południowy wschód od Neumarkt in der Oberpfalz, nad rzeką Weiße Laber, przy drodze B8 i linii kolejowej Ratyzbona – Norymberga.

## Dzielnice
W skład gminy wchodzą następujące dzielnice: 
| - Arzthofen - Bäckermühle - Büglmühle - Deining - Deining-Bahnhof - Döllwang - Graßahof | - Großalfalterbach - Hacklsberg - Kleinalfalterbach - Körndlhof - Kreismühle - Laabermühle - Lengenbach | - Leutenbach - Mittersthal - Oberbuchfeld - Pirkach - Roßamühle - Rothenfels - Sallmannsdorf | - Siegenhofen - Sipplmühle - Sternberg - Straußmühle - Tauernfeld - Unterbuchfeld - Waltersberg |

## Zabytki i atrakcje
- Kościół pw. św. Willibalda (St. Willibald)
- Kościół pw. św. Albana (St. Alban)
- most kolejowy nad Weiße Laber